# Přemyšlská země
Přemyšlská země (polsky Ziemia przemyska, latinsky Praemislia) byl administrativní celek Polského království s hlavním městem Přemyšl a jednou z pěti zemí v rámci Ruského vojvodství, země se nacházela na místě někdejšího Přemyšlského knížectví Kyjevské Rusi. Přemyšlská země byla v roce 1340 anektována Kazimírem Velikým a zůstala součástí polského státu v nezměněné podobě až do roku 1772, kdy se v důsledku prvního dělení Polska stala součástí Habsburské monarchie jako její provincie Halič.

Přemyšlská země